# Urbes (revista)
Urbes —Revista de Ciudad, Urbanismo y Paisaje— es una revista científica urbanística arbitrada, publicada anualmente desde 2002. El actual director y editor es Wiley Ludeña Urquizo. Ur[b]es se centra en las áreas de investigación de la Arquitectura, la Geografía y la Historia urbana e incluyue las ciencias de la ordenación territorial. El enfoque regional es Latinoamérica.

## Indización
Actualmente, la revista Ur[b]es está incluida en la base de datos Latindex.

## Acceso
Los tres primeros volúmenes están open access.